# Friedrich Curtius (Beamter)

Friedrich Curtius, 1911

Friedrich Curtius  (* 7. Juli 1851 in Berlin; † 4. Mai 1933 in Heidelberg) war ein deutscher Verwaltungsjurist und Beamter, evangelischer Kirchenfunktionär und Politiker (Elsässische Fortschrittspartei). Er war von 1903 bis 1914 Präsident des Direktoriums der Kirche Augsburgischer Konfession in Elsaß-Lothringen und damit kraft Amts Mitglied des ersten Kammer des Landtages von Elsaß-Lothringen. Außerdem wirkte er als Buchautor.

## Leben
Friedrich Curtius war der Sohn des aus Lübeck stammenden Archäologen Ernst Curtius und dessen Frau Auguste (geb. Reichhelm, verwitwete Besser), die am 10. August 1851, also fünf Wochen nach seiner Geburt, starb. Der Vater heiratete daraufhin die jüngere Schwester seiner Mutter. Seine jüngere Halbschwester Dora heiratete den Darmstädter Geologen Richard Lepsius. Der Lübecker Bürgermeister Theodor Curtius war sein Onkel. Friedrich Curtius war Patenkind von Kaiser Friedrich III., dessen Hauslehrer sein Vater gewesen war. Aus der Ehe mit Louise geb. Gräfin von Erlach-Hindelbank (1857–1919) gingen zwei Töchter und zwei Söhne hervor, darunter der Romanist Ernst Robert Curtius und der Mediziner Friedrich Curtius.
Friedrich Curtius studierte nach dem Abitur Rechtswissenschaft und evangelische Theologie an den Universitäten Göttingen, Berlin, Heidelberg und zuletzt erneut Göttingen. 1878 zog er in das nach dem Krieg von 1870/71 vom Deutschen Reich annektierte Elsass um, wo er sein zweites juristisches Staatsexamen ablegte. 1884 wurde er zum Kreisdirektor des Kreises Thann ernannt. Von 1897 bis 1901 war er Kreisdirektor im Kreis Colmar und von 1901 bis zu seinem Ausscheiden aus dem Staatsdienst 1903 im Kreis Straßburg-Land mit Sitz in Straßburg. Er wurde mit dem Titel Geheimer Regierungsrat ausgezeichnet.
Von 1903 bis 1914 war er als Präsident des Direktoriums der Kirche Augsburgischer Konfession von Elsass und Lothringen tätig und qua Amt gleichzeitig Stiftsherr des Thomasstifts in Straßburg. 1905 wurde er zudem zum Präsidenten des lutherischen Oberkonsistoriums gewählt. Gemeinsam mit Bischof Adolf Fritzen bemühte sich Curtius die vielen Querelen um die etwa 120 Simultankirchen zu schlichten, doch vergeblich. Die Streitigkeiten wurden dann vielfach erst dadurch gelöst, dass die katholischen Gemeinden eigene Pfarrkirchen bauten, wodurch die Zahl der katholischen Mitnutzungen protestantischer Kirchengebäude bis 1914 auf 64 Fälle reduziert werden konnte.
Als Mitherausgeber der Denkwürdigkeiten des Fürsten Chlodwig zu Hohenlohe-Schillingsfürst fiel Curtius bei Wilhelm II. in Ungnade. Über den Reichsstatthalter betrieb der Kaiser seinen Rücktritt als Konsistorialpräsident. Curtius’ Freund Albert Schweitzer mobilisierte daraufhin Pastoren und Mitglieder des Oberkonsistoriums, um Curtius den Rücken zu stärken, mit Erfolg, denn der Reichsstatthalter unterließ weitere Demütigungen und Zurücksetzungen.
Curtius verwandte sich für die Einführung des aktiven und passiven Frauenwahlrechts bei Kirchenwahlen zu Presbyterien und Synoden. 1911 wurde sein Vorschlag gebremst vom Widerstand in den Inspektionalversammlungen (Synoden der sieben Kircheninspektionen der Kirche Augsburgischen Bekenntnisses von Elsass und Lothringen), vor allem in denen, wo ländliche Vertreter dominierten. Doch 1911 beschloss das Oberkonsistorium mit knapper Mehrheit das aktive wie passive Frauenwahlrecht und beantragte, dass das Landesministerium eine Gesetzesnovelle zur lutherischen Kirchenordnung von 1802 in den elsass-lothringischen Landtag einbringen möge, die im Übrigen auch bestimmen sollte, das die Landeskirche Augsburgischen Bekenntnisses künftig selbst über ihre inneren Angelegenheiten bestimmen dürfte. Darin unterstützte Otto Mayer die Novelle, meinte aber das Frauenwahlrecht solle erst einmal woanders eingeführt werden, als ausgerechnet in einer Landeskirche.
Als Präsident des Direktoriums der Landeskirche wurde Curtius 1911 qua Amt zum Mitglied der ersten Kammer des Landtags des Reichslandes Elsaß-Lothringen. Die Reformierte Kirche von Elsass und Lothringen hatte ebenfalls eine Gesetzesnovelle zu ihrer Kirchenordnung von 1905 beantragt, die ebenfalls Frauenwahlrecht und innere Kirchenautonomie vorsah. Am 5. Juli 1912 intervenierte Curtius persönlich bei dem für Justiz und religiöse Angelegenheiten zuständigen Unterstaatssekretär Emil Petri, um Autonomie und Frauenwahlrecht ohne Abstriche in der Gesetzesnovelle zu verankern. Doch Petri blieb ablehnend und die Gesetzesnovelle wurde schließlich gar nicht mehr verabschiedet.
Bei der Gründung der liberalen Elsässischen Fortschrittspartei 1912 war Curtius Vorstandsmitglied. Als die kaiserliche Verwaltung des Reichslandes nach Kriegsausbruch 1914 Französisch als Predigtsprache im Gottesdienst verbot (ausgenommen waren nur kirchliche Handlungen in Kommunen mit überwiegend frankophonen Einwohnern, typischerweise im Bezirk Lothringen), protestierte Curtius vergeblich und trat im September als Präsident des Direktoriums zurück, womit er aus dem Landtag ausschied. Als Präsident des Direktoriums benannte die Kirchenleitung dann am 24. November 1914 Hans von der Goltz, der am 16. Dezember amtlicherseits bestätigt wurde.
Der weitere Lebensweg Friedrich Curtius lässt sich aus den im Nachlass Viktor von Weizsäckers aufgefundenen Fotos und Dokumenten erschließen. Vermutlich kurz vor dem Tod seiner Frau Louise im Jahre 1919 zog er gemeinsam mit seiner Frau, seiner Tochter Olympia sowie seiner Schwägerin Greda v. Erlach, nach Heidelberg. Olympia lernte dort den Mediziner und Philosophen Viktor von Weizsäcker kennen, mit dem sie sich im April 1920 verlobte und den sie im August 1920 heiratete. Seit dieser Zeit und über mehrere verschiedene Hausstände innerhalb Heidelbergs verlebte Friedrich Curtius sein weiteres Leben in häuslicher Gemeinschaft mit seiner Tochter, seinem Schwiegersohn, deren Kindern, sowie seiner Schwägerin. Auch am geistigen Leben dieser Familie muss er regen Anteil genommen haben. In der Plöck wohnte Karl Jaspers direkt nebenan, Martin Buber und Max Scheler kamen zu Besuch. Friedrich Curtius zweite Tochter, Greda Curtius, heiratete 1912 Werner Picht. Aus dieser Ehe ging der Pädagoge und Philosoph Georg Picht hervor.
Friedrich Curtius wurde auf dem Bergfriedhof in Heidelberg begraben, unweit des damaligen Wohnsitzes der Familienmitglieder Weizsäcker, Curtius und v. Erlach in der Häusserstraße.

## Auszeichnungen
- Roter Adlerorden, 3. Klasse mit der Schleife (1906)[14]